# Chanéaz
Chanéaz är en ort i kommunen Montanaire i kantonen Vaud i Schweiz. Den ligger cirka 24,5 kilometer nordost om Lausanne. Orten har 109 invånare (2021).
Orten var före den 1 januari 2013 en egen kommun, men slogs då samman med kommunerna Chapelle-sur-Moudon, Correvon, Denezy, Martherenges, Neyruz-sur-Moudon, Peyres-Possens, Saint-Cierges och Thierrens till den nya kommunen Montanaire.